# Lobbenpomp

Werking van een lobbenpomp

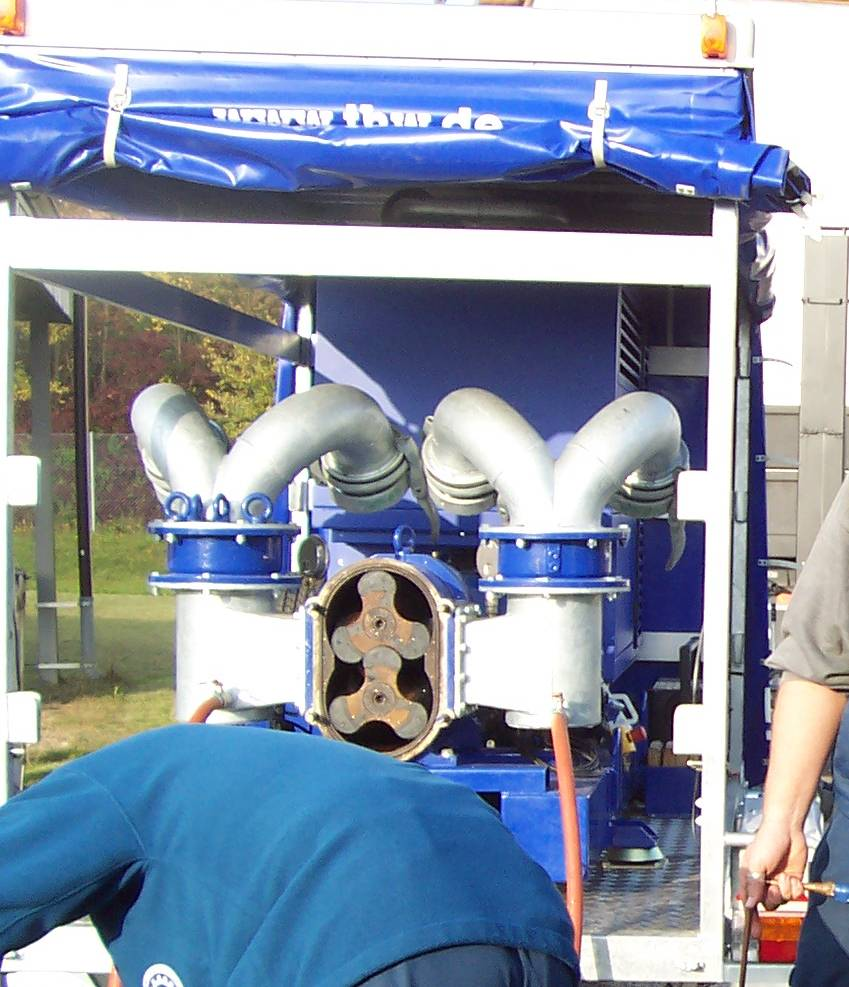
Lobbenpomp (5m³/min) THW.

Een lobbenpomp is een verdringerpomp die werkt volgens het tegengestelde rotorprincipe. De lobbenpomp wordt vooral toegepast bij vloeistoffen met een hoge viscositeit. Door de rustige verplaatsing van de vloeistof, is de lobbenpomp bij uitstek geschikt voor het verpompen van kwetsbare vloeistoffen.
Lobbenpompen kunnen verschillende vormen rotoren hebben.